# فیلادلفیا (فیلم)
فیلادلفیا (به انگلیسی: Philadelphia) نام فیلم درام آمریکایی ساخت سال ۱۹۹۳ است که اولین فیلم پرفروش هالیوودی است که به مسائلی همچون ایدز، همجنس‌گرایی و هوموفوبیا می‌پردازد. نویسنده آن ران نیسوانر و کارگردان آن جاناتان دمی می‌باشد. بازیگران اصلی این فیلم تام هنکس و دنزل واشینگتن نام دارد.
تام هنکس برنده جایزه اسکار بهترین بازیگر نقش اول مرد برای بازی در این فیلم شد.

## موضوع
وکیلی خبره که همجنس‌گرا و به بیماری ایدز مبتلاست از شغلش اخراج می‌شود. کار به دادگاه می‌کشد. حکم دادگاه این است که این اخراج تبعیض و معارض قانون اساسی آمریکاست.

## جوایز
برنده اسکار بهترین بازیگر نقش اول مرد
برنده اسکار بهترین ترانه
نامزد اسکار بهترین فیلمنامه اورجینال
نامزد اسکار بهترین گریم و آرایش مو
برنده گلدن گلوب بهترین بازیگر نقش اول مرد فیلم درام
نامزد گلدن گلوب بهترین فیلمنامه